# Hemihyalea ludwigi
Hemihyalea ludwigi är en fjärilsart som beskrevs av Beutelspacher 1984. Hemihyalea ludwigi ingår i släktet Hemihyalea och familjen björnspinnare. Inga underarter finns listade i Catalogue of Life.